# 沙夫特 (內華達州)
沙夫特（英語：Shafter）是位於美國內華達州埃爾科縣的鬼鎮。

## 歷史
沙夫特的郵局於1908年設立，其後於1957年停運。

## 地理
沙夫特所處的海拔為高於海平面1705米（即5597英呎），而該地所採用的時區為UTC-8，即太平洋时区（PST）。同時該地設有夏令時間，為UTC-8調快一小時，即UTC-7（PDT）。